# Udo von Tresckow
Hans Ludwig Udo von Tresckow (7 de abril de 1808, Jerichow - 19 de enero de 1885, Stünzhain) fue un general de infantería prusiano.

## Biografía

### Origen
Era un vástago de la familia noble von Tresckow y el hijo del teniente coronel prusiano Karl August von Tresckow (27 de agosto de 1779, Neuermark - 18 de octubre de 1845, Minden) y de su esposa Wilhelmine Charlotte Amalie, nacida condesa Henckel von Donnersmarck, divorciada von Gansauge (5 de marzo de 1777, Groß-Salze - 22 de diciembre de 1847, Burg). El teniente general prusiano Alexander von Tresckow (1805-1878) era su hermano.

### Carrera militar

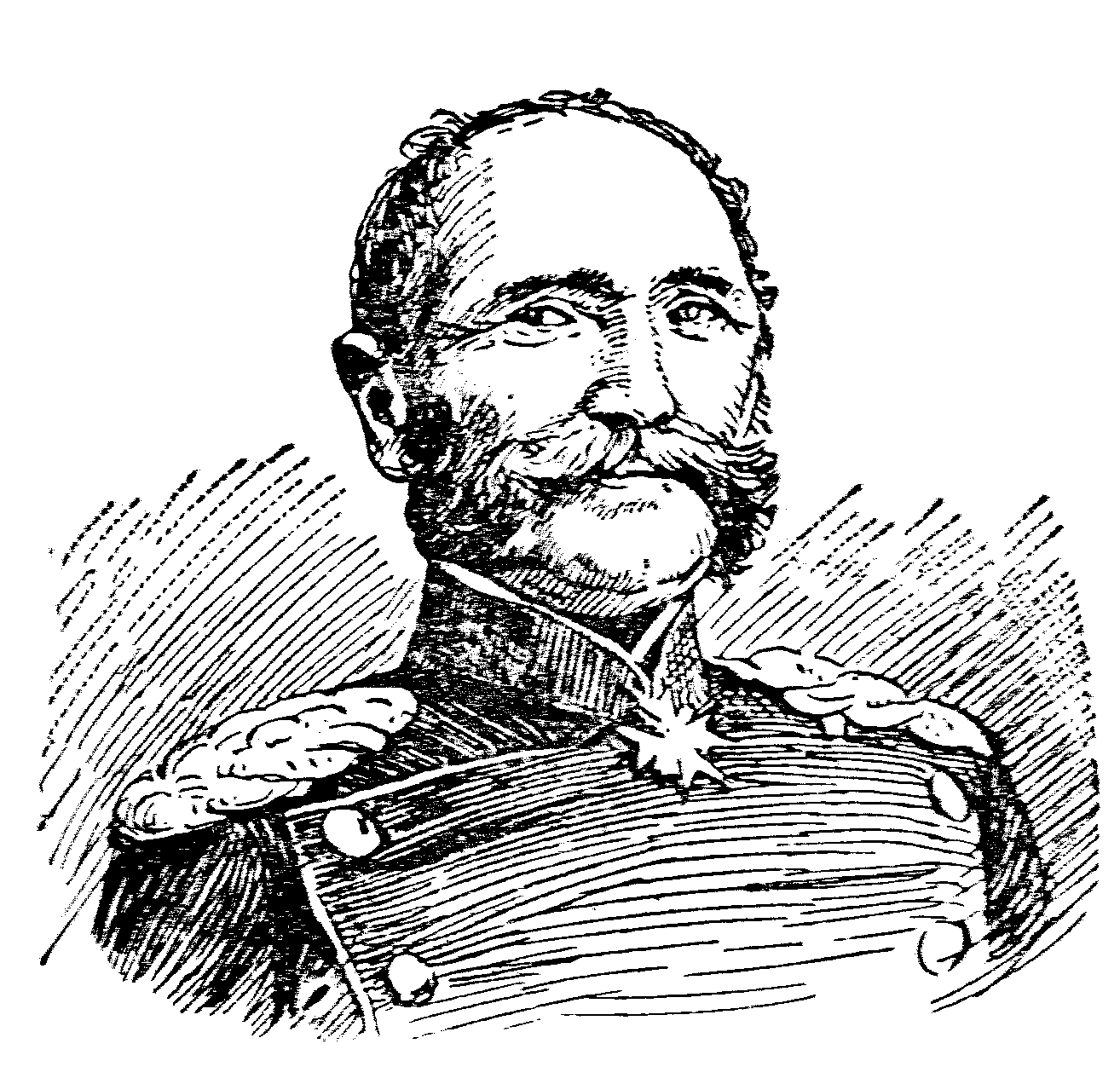
General Udo von Tresckow.

Tresckow fue cadete en Potsdam y en Berlín de 1818 a abril de 1822. Vuelve a las propiedades de sus padres y se alista el 26 de noviembre de 1824 en la 4.ª División de cazadores a pie del Ejército prusiano. Es promovido a subteniente en 1829 y teniente primero en 1846 y entre tanto es promovido a adjunto en febrero de 1835. El 27 de noviembre de 1848, es promovido a capitán y nombrado comandante de compañía en el seno del 3.º Batallón de cazadores a pie. Después de otras asignaciones, Tresckow recibe el mando del contingente de Sajonia-Altenburgo entre 1856 y 1864. Después se convierte en coronel y manda el 53.er Regimiento de infantería, que dirige en 1864 durante la guerra contra Dinamarca. Comanda igualmente el regimiento durante la guerra austro-prusiana de 1866 y se convierte el 8 de julio de 1866 en comandante de la brigada combinada de infantería de la Guardia en el seno del II Cuerpo de Ejército de reserva. Tresckow combate durante la campaña del Meno en Dermbach, Kissingen y Aschaffenburg. Después de la ocupación de Sajonia, forma en Leipzig la división prusiana del II Cuerpo de Ejército de reserva y ocupa Baviera bajo el mando del gran duque Federico Francisco II de Mecklemburgo-Schwerin.
El 30 de octubre de 1866, se convierte en comandante de la 33.ª Brigada de infantería en la villa hanseática de Hamburgo. Al inicio de la guerra contra Francia, Tresckow toma el mando de la 1ª División del Landwehr en 1870 y se convierte poco después, el 13 de agosto, en comandante de la 1.ª División de reserva en el seno del cuerpo de August von Werder, con la que participa en el sitio de Estrasburgo. Dirige después el sitio de la fortaleza de Belfort, que no logra tomar, de tal modo que la fortaleza no se rinde honorablemente hasta después del armisticio. En enero de 1871, es promovido a teniente general y el 17 de febrero de 1871, es condecorado con la orden Pour le Mérite, después de haber recibido previamente las dos clases de la cruz de hierro.
Después del tratado de paz, Tresckow recibe el mando de la 2.ª División de infantería y, el 3 de abril de 1875, su puesto à la suite del 96.º Regimiento de infantería. Tresckow es puesto a disposición el 12 de mayo de 1875 con el carácter de general de infantería y se mantuvo en su cargo a la suite en el 96.º regimiento de infantería con una pensión. Morirá en Stünzhain, cerca de Altenburgo.

### Honores
Además de la Pour le Mérite, Tresckow recibió otras condecoraciones por sus realizaciones. Fue notoriamente caballero de la Orden del Águila Roja de primera clase con hojas de roble y espadas en anillo, gran cruz de la Orden de la Casa Ernestina de Sajonia y de la Orden de Alberto, comandante de 1ª clase de la Orden al Mérito Militar de Carlos Federico y de la Orden al Mérito Militar de Baviera.
En 1864, es nombrado ciudadano de honor de la villa de Altenburgo. 

### Familia
Tresckow se casó el 6 de octubre de 1836 en Nordhausen con Julie Friederike Hermine Belz (1816-1884). Ella era hija del concejal municipal de Nordhausen Johann Friedrich Belz. De su matrimonio nació su hija Wilhelmine Alwine (nacida en 1838), que vive como dama de la abadía de Stünzheim cerca de Altenburgo.